# USIM-Karte

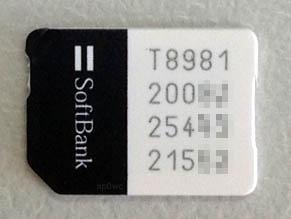
USIM-Karte von SoftBank

Eine USIM-Karte ist eine SIM-Karte, welche im Gegensatz zu den klassischen SIM-Karten, welche für 2G- und 3G-Mobilfunknetze verwendet wurden, auf einer Universal Integrated Circuit Card (UICC) basiert und auf der die Anwendungssoftware USIM läuft. Neuere Mobilfunkstandards wie 4G oder 5G setzten zwingend eine UICC und die USIM-Anwendungssoftware voraus.

## Beschreibung
Die meisten heute bei Mobilfunkanbietern erhältlichen SIM-Karten sind sowohl mit einer SIM-Anwendung als auch einer USIM-Anwendung ausgestattet: während die USIM-Anwendung sowohl die Anmeldung in GSM- als auch UMTS- und LTE-Mobilfunknetzen erlaubt, erlaubt die SIM-Anwendung lediglich die Anmeldung in GSM- und UMTS-, nicht aber LTE-Mobilfunknetzen.
Unterstützt die Mobilstation (zum Beispiel das Mobiltelefon) nun bereits die USIM-Anwendung, wird auch auf sie zurückgegriffen, andernfalls dagegen, falls also die Mobilstation die USIM-Anwendung noch nicht unterstützt, stattdessen die parallel dazu auf der USIM-Karte implementierte SIM-Anwendung genutzt.

## Unterscheidungsmerkmal
Ob eine SIM-Karte eine UICC ist und die USIM-Anwendung läuft, kann an den nachfolgend aufgelisteten Merkmalen erkannt werden. Alle aufgelisteten Merkmale werden von der klassischen SIM-Anwendung nicht unterstützt:
- Anmelden im LTE-Mobilfunknetz (4G) oder 5G.
- Speichern von E-Mail-Adressen als Kontaktangabe im Telefonbuch der SIM-Karte.
- Möglichkeit zum Bilden und Speichern von Gruppen im Telefonbuch der SIM-Karte.
- Mehr als 255 Kontakte im Telefonbuch der Karte.

## Sicherheit
Die USIM-Anwendung ermöglicht der Mobilstation die bessere Verschlüsselung der über das Mobilfunknetz übertragenen Gespräche, Mitteilungen und Daten. Die Mobilstation kann die Authentifizierung der Mobilstation beim Mobilfunkanbieter dank der USIM-Anwendung besser absichern.